# Будапещенска конвенция
Будапещенска конвенция е дипломатическо и стратегическо споразумение между Русия и Австро-Унгария, част от подготовката на Руско-турската война (1877 – 1878)
На 3/15 януари 1877 г., малко преди да завърши Цариградската конференция, в Будапеща се подписва тайна конвенция между Русия и Австро-Унгария. Резултатът е от преговорите между руския посланик Евгений Новиков и министъра на външните работи Дюла Андраши. Тази конвенция доразвива основните положения на Райхщатското споразумение и фиксира ангажиментите на всяка една от държавите.
Конвенцията потвърждава Райхщатското споразумение, с което страните са се съгласили на Балканите да не бъде създадена голяма славянска държава. Договаря се независимостта на Сърбия, Румъния и Албания (при което Австро-Унгария не предполага създаване на независими княжества България и Албания, а предвижда подобни княжества да останат васални в състава на Османската империя), решава се съдбата на Тесалия, Епир и Крит. Потвърждава се благосклонният неутралитет на Австро-Унгария в предстоящата война на Русия с Турция. В замяна на това се дава възможност на Австро-Унгария да избере кога да завземе с войските си Босна и Херцеговина. Страните се договарят по време на войната Русия да не разпростира действията на армията си върху териториите на Сърбия, Черна гора, Босна и Херцеговина.
В допълнителна конвенция, подписана там, се договарят и различните земи, които страните ще получат.
Будапещенската конвенция дава право на Австро-Унгария да поиска преразглеждането на Санстефанския мирен договор – нещо, което Русия се съгласява да стори и с Лондонското споразумение между Великобритания и Русия за промяна на Санстефанския договор (от 18 април/30 май 1878 г.).